# Орла Перћ
49° 13′ 06″ N 20° 01′ 43″ E / 49.21833° С; 20.02861° И
Орла Перћ (Orla Perć, срп. "Орлова стаза") је планинарски пут у Татрама у јужној Пољској. Сматран је за најтежу и најопаснију стазу у целим Татрама и стога је погодна само за искусне планинаре. Стаза је означена црвеним знацима. Од кад је била направљена, више од 120 људи погинуо је на путу.

## Технички подаци
Стаза се налази у центру Високих Татра. Укупна дужина доступнога пута је 4,5 km. Пуно време прелаза (у летним месецима, зависно од услова на стази) мења се од 6 до 8 сати. Највиша тачка стазе је Кожји Вјерх с 2291 m н.в. Стаза почиње на седлу Заврат (2159 m) и завршава на седлу Кшижне (2112 m); води преко неколико врхова и траверзује друге. Стаза је веома опасна и води углавном уз планински гребен. Многобројне помоћи за пењање су дуступне за планинаре на најстрмијим и вертикалним деловима, укључујући љестве, љествице, ланце и металне степенице. Најчешће земље су углавном гранитске плоче, шљунак и неравне површине. Стаза је повезана с другим стазама; постоји укупно осам раскрсница које воде у планинарске домове. Део са седла Заврат до Кожјега Вјерха је једносмеран. Пад камења и лавине су могуће уздуж пута.

## Историја
Стазу је измислио 1901. године Франћишек Новицки, пољски песник и планински водич. Стазу је изградио и означио свештеник Валенти Гадовски између 1903. и 1906.ћ међутим раскршћа и друге помоћне стазе су биле доведене и означене до 1911. Након неколико смртних несрећа, 2006. планински водич Ирена Рубиновска и Пјотр Микуцки, редитељ, апеловали су органима Татранскога националнога парка да размонтирају све помоћи за пењање уздуж стазе и да их промене на вија ферату. Апел се срео с различитим реакцијама професионалних група укључених у туристички бизнес. Било је закључено да је ово историјска стаза и да ће да остане непромењена. Пошто многобројне несреће су се дешавале када планинари ходали у супротним смеровима, Управа Татранскога националнога парка од јулија 2007. увела је једносмеран покрет на делу са седла Ѕаврат до Кожјега Вјерха.